# Marcus Carl Franklin
Marcus Carl Franklin (Carmel, 24 febbraio 1993) è un attore statunitense.
È conosciuto principalmente per aver interpretato un’incarnazione di Bob Dylan che prende il nome di “Woody Guthrie” nel film autobiografico di Bob Dylan Io non sono qui, scritto e diretto da Todd Haynes. Franklin è rappresentato come un giovane senzatetto, saltando a bordo dei treni in corsa, portando con sé una chitarra dentro una custodia con la scritta  "This Machine Kills Fascists” (“Questo aggeggio uccide i fascisti”) (scritta che adorna la chitarra di Woody Guthrie). Nel film, Franklin esegue un’interpretazione della canzone di Dylan "When the Ship Comes In". La sua interpretazione è anche presente nelle tracce dell’album  I'm Not There.

## Filmografia
- Dragon Tales Let's Start a Band (2003) (TV film) - Sé stesso
- Law & Order - I due volti della giustizia (Law & Order) (2004) (TV) - "Tate" (episodio: Ordine su commissione)
- Lackawanna Blues (2005) (TV) - "Ruben Santiago Jr."
- The Water Is Wide (2006) (TV) - "Charles"
- Io non sono qui (I'm Not There) (2007) - "Woody Guthrie"
- Be Kind Rewind - Gli acchiappafilm (Be Kind Rewind) (2008) - "James"
- L’arte di cavarsela (The Art of Getting By) (2011) - "Will"
- Blue Bloods (2011) (TV) - "Tom Mackey" (episodio: L’eta dell’innocenza)
- The Inevitable Defeat of Mister & Pete (2013) - "College Kid"
- But Not for Me (2015) - "Will"